# 硒酸铥
硒酸铥是一种无机化合物，化学式为Tm2(SeO4)3。它可由氧化铥和硒酸溶液反应，结晶得到。它在水溶液中和硒酸铵结晶，可以得到NH4Tm(SeO4)2·3H2O。
硒酸铥高温时分解，经Tm2(SeO3)3，最终得到氧化物Tm2O3。